# Жил Трините
Жил Кирус Анжел Трините (фр. Jules Cyrus Angelle Trinité; Saint-Quentin-des-Isles 22. децембар 1856 — Azay-le-Rideau, 17. децембар 1921) био је  француски стрелац освајач сребрних медаља на Олимпијским играма 1900. и Светског првенства 1901.
На Олимпијским играма 1900. у Паризу Трините се такмичио у дисциплини пиштољ слободног избора. У појединачној конкуренцији је заузео 10. место са 431 бодом, а у екипној конкуренцији његов тим заузео је друго место, освојивши сребрну медаљу.
Наредне године освојио је сребрну медаљу и на Светском првенству 1901. у Луцерну у дисциплини пиштољ 50 м екипно.